# Juan Carlos Gualco
Juan Carlos Gualco (f. 7 de julio de 2010) fue un militar argentino que sirvió en el Ejército Argentino como coronel de inteligencia durante el terrorismo de Estado en Argentina.

## Servicio como oficial superior
Con el rango de coronel, Gualco fue un militar importante en el sistema represivo del Proceso de Reorganización Nacional. En 1978, impartió un curso sobre contrainteligencia a miembros del Ejército Paraguayo. Luego, en 1980, fue titular de la División Inteligencia General Subversiva. En 1981 pasó, en comisión, al Batallón de Inteligencia 601, siendo miembro de la Jefatura II (Inteligencia) del Estado Mayor General del Ejército. Permaneció en el 601 hasta 1983.

## Enjuiciamiento y condena
En 2005, la Corte Suprema de Justicia de la Nación Argentina anuló las leyes de Obediencia Debida y Punto Final. En 2007, se inició el primer juicio contra militares involucrados en el terrorismo de Estado en Argentina. Los hombres de armas en cuestión fueron el ex comandante en jefe del Ejército Cristino Nicolaides y siete exmiembros de la Plana Mayor del Batallón de Inteligencia 601, entre estos, el coronel Gualco.
Juan Carlos Gualco fue enjuiciado en la causa «Guerrieri Pascual Oscar y otros/Privación ilegal de la libertad personal» que investigaba sobre la desaparición forzada de cinco personas en 1980, una en Olivos (Buenos Aires) y las demás en Capital Federal. La única sobreviviente fue capturada en Las Cuevas (Mendoza) en 1980 y trasladada, sucesivamente, a Campo de Mayo, Paso de los Libres y Buenos Aires. El 18 de diciembre de 2007, el Juzgado Nacional en lo Federal y Correccional N.º 4 sentenció a los militares de este operativo con condenas de entre 21 y 25 años de prisión. Fontana recibió una condena de 21 años. Finalmente, fue condenado a 23 años de prisión.